# Essaim (satellite)
Pour les articles homonymes, voir Essaim (homonymie).
Essaim était une constellation de microsatellites d'écoute électronique (ROEM pour Renseignement d'origine électromagnétique) français. Ces satellites étaient destinés à mettre au point le futur système d'écoute électronique opérationnel.

## Description
La constellation se composait de quatre satellites reposant sur la plate-forme Myriade, de 120 kg chacun, volant en formation avec un espacement de quelques centaines de kilomètres. Ceux-ci ont été développés conjointement par Astrium et le CNES à partir de 1998. Les missions d'écoute étaient conçues au CELAR (Centre d'électronique de l'armement), situé à Bruz, près de Rennes et transmises à la constellation par le CNES à Toulouse. Les données recueillies faisaient le parcours inverse.

## Lancement
La constellation a été placée sur une orbite quasi héliosynchrone à 700 km par un lanceur Ariane 5 G+ le 18 décembre 2004. À l'occasion de ce vol, d'autres satellites sont lancés : Helios 2A, PARASOL et Nanosat 01. Les satellites de la constellation étaient Essaim 1, Essaim 2, Essaim 3 et Essaim 4. Les satellites avaient une durée de vie opérationnelle prévue de 3 ans. Ils ont été désorbités en 2010.